# Thismia clavarioides
Thismia clavarioides är en enhjärtbladig växtart som beskrevs av K.R.Thiele. Thismia clavarioides ingår i släktet Thismia och familjen Burmanniaceae. Inga underarter finns listade i Catalogue of Life.